# Taeromys callitrichus
Taeromys callitrichus är en däggdjursart som först beskrevs av Fredericus Anna Jentink 1878.  Taeromys callitrichus ingår i släktet Taeromys och familjen råttdjur. IUCN kategoriserar arten globalt som otillräckligt studerad. Inga underarter finns listade i Catalogue of Life.
Arten lever på norra Sulawesi. Den vistas i kulliga områden och i bergstrakter mellan 760 och 2260 meter över havet. Habitatet utgörs av bergsskogar och av tropiska städsegröna skogar. Individerna har löv, frukter och insekter som föda.